# ミシェル・ヴェルヌ

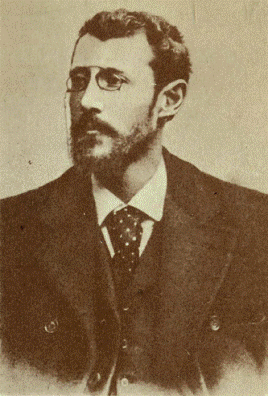

ミシェル・ジャン・ピエール・ヴェルヌ（Michel Jean Pierre Verne、1861年8月3日 - 1925年3月5日）は、フランスの小説家、編集者であり、ジュール・ヴェルヌの息子である。
パリで1861年8月3日に生まれた。素行が悪かったため、1876年、父ジュールによってメトレー感化院に半年間送られた。19歳のとき、女優との交際を父に反対されたため駆け落ちし、1883年に結婚した。しかし、その直後に16歳のジャンヌ・ルブールと駆け落ちし、妻との離婚が成立するまでに2人の子供をもうけた。父との関係は後に改善し、小説の共同執筆も行った。
1905年に父ジュールが死去した後、父の遺稿の出版をミシェルが行ったが、その中にはミシェル自身が書いたものも含まれていると推定されている。ジュール作として発表された『地の果ての燈台』『黄金火山』などは、実際にはミシェル作だと考えられている。ミシェルは父ジュールと似たようなジャンルの小説を書いていた。

## 著作
- ジャン・モレナスの運命（フランス語版） La Destinée de Jean Morénas
- 永遠のアダム L'Éternel Adam
- 未来の急行列車（ガリシア語版） Un Express de L'Avenir
- A Great Transatlantic Subway
- 西暦2889年 In the Year 2889
- ジョナサン号の難破者たち（英語版） Survivors of the "Jonathan"